# 菲利佩·路易斯·卡斯米尔斯基
菲利佩·路易斯·卡斯米尔斯基（Filipe Luís Kasmirski），通常简称菲利佩·路易斯（Filipe Luis），巴西退役足球运动员。
菲利佩属于防守型邊後衛，專精防守下腳凶狠，助攻能力不佳是軟肋。
菲利佩·路易斯在2009年獲得第一次巴西國家隊的上場。他是巴西在主場舉行的2013年洲際國家盃冠軍的主力陣容之一，也在2015年美洲盃足球賽為國家隊上陣。

## 球會生涯

### 早年
此后，他先后效力于荷甲球队阿贾克斯，乌拉圭球队伦蒂斯塔以及西班牙球队卡斯蒂利亚。
菲利佩·路易斯出生於聖卡塔琳娜州南雅拉瓜。 巴西俱乐部费古埃伦斯是菲利佩的母队，他在俱樂部擔任進攻中場，他在2004年為阿贾克斯在歐洲首次上陣, 並在那裡待了一個賽季。但他並沒有為阿賈克斯的一隊上陣，他稱讚了荷蘭俱樂部幫助他了解足球的战術方面，他也在俱樂部內與其他球員的訓練得到良好的發展，例如拉菲爾·雲達華治和兹拉坦·伊布拉希莫维奇。
在2005年8月菲利佩·路易斯與皇家馬德里簽訂5年合約。 最後，他在2005年至2006年西班牙足球乙级联赛與皇家马德里B隊在西乙渡過一個賽季。

### 拉科魯尼亞

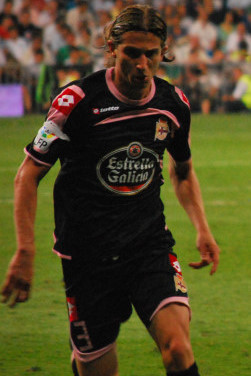
菲利佩·路易斯替拉科魯尼亞比賽

2006年，菲利佩以租借身份加盟拉科鲁尼亚。 他的合同里包括了220万欧元的买断条款。随着与他相同位置的霍安·卡普德维拉离队转会比利亞雷阿爾，菲利佩在球队内的作用越来越显著，最终正式转会拉科鲁尼亚，并与俱乐部签订了一份为期五年的合同。在2008-2009赛季，菲利佩成为拉科鲁尼亚队内唯一一名「全勤」打满38场联赛的球员。

2010年1月23日，菲利佩·路易斯在主場對陣畢爾包的比賽中受到嚴重的受傷，他在打進比賽中第一球時與對方門將戈爾卡·伊賴索斯相撞導致他的右腓骨受傷。被外界認為將導致他缺席球季餘下的比賽，而拉科也在聯賽榜上位處第四。他的受傷無礎令拉科實力大減。果然，拉科在接下來的成績一落千丈。 神奇地，他在受傷四個月後便能復出。菲利佩在球隊主場對陣馬略卡的比賽中重返綠茵賽場。他在下半場以替補身份登場，協助球隊以1:0勝出。而他的復出也協助球隊最終以第十名完成該季賽事。

### 馬德里體育會

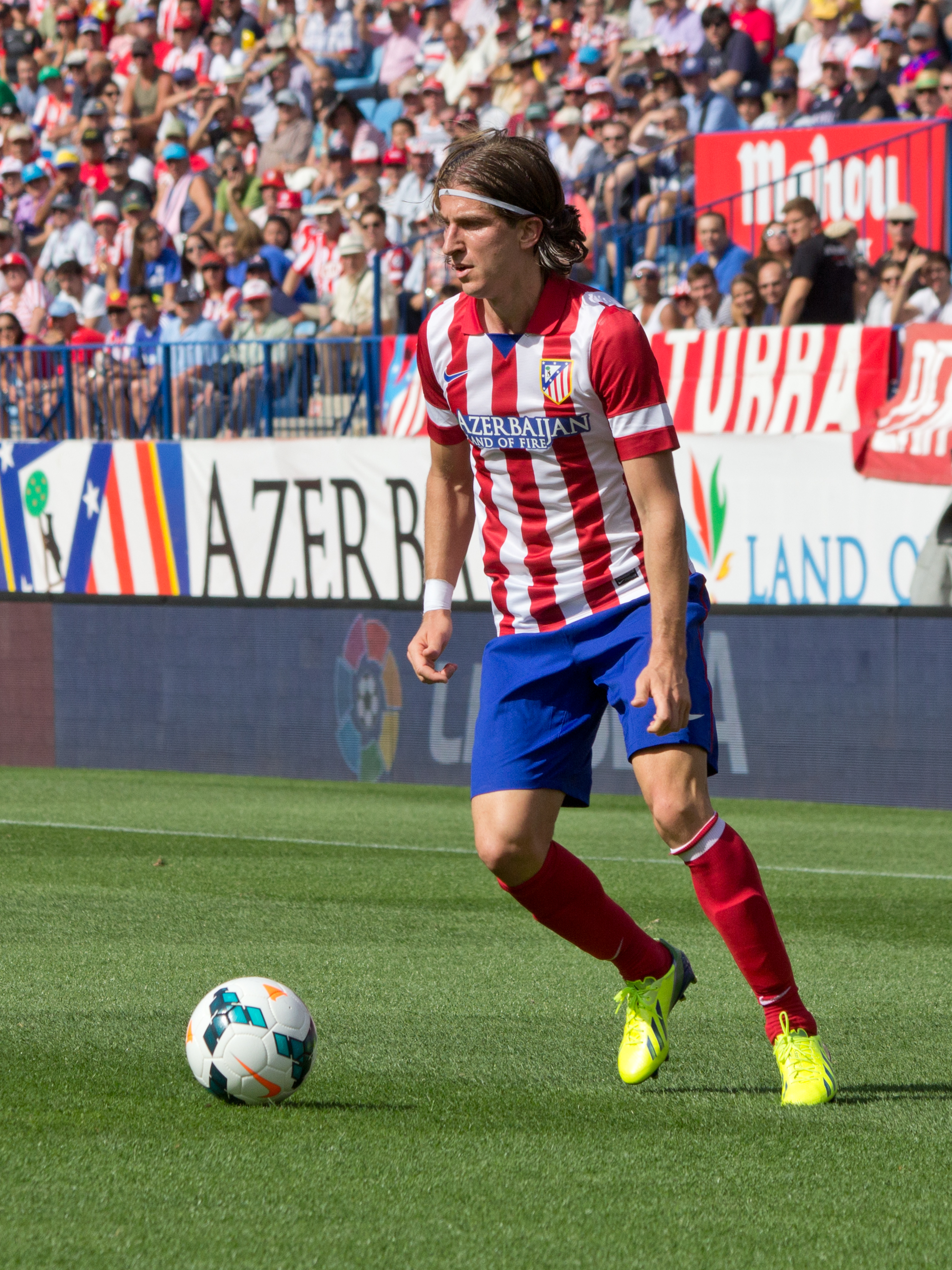
菲利珮在2013年9月14日西甲賽事上對陣艾美利亞

2010年7月23日，菲利佩在未透露轉會費下加盟馬德里體育會，簽訂五年合約， 傳聞轉會費為1,200或1,350萬歐元。2010年9月26日，他正式為球會首發上陣。對手為薩拉戈薩，交出一個助攻予前峰迪亞高·哥斯達令他射入全場唯一入球，其出色的表現更得到「全場最佳球員」的嘉許。
在加盟球會的第一個球季，菲利佩·路易斯與青年軍出身的安東尼奧·洛佩斯爭奪左閘的首發地位。2011年4月11日，他射入加盟球會後的第一個入球，協助球隊以3:0大勝皇家蘇斯達。
菲利佩·路易斯為球隊所打入的第二球是2013年1月17日西班牙國王盃對陣皇家貝迪斯的賽事他在對陣皇家馬德里的決賽中打滿全場，球隊最終在加時賽上半場憑着米蘭達的頭球2:1反勝皇馬，讓球隊在同城死敵的主場班拿貝球場中高舉起久違十七年的國王盃。
菲利佩·路易斯職業生涯的第一個歐冠比賽是在2013–14年歐洲冠軍聯賽。他協助床單軍團(Colchoneros)在G組以小組首名出線。更在小組賽第四輪主場對陣屆奧超冠軍奧地利維也納中射入一球，協助球隊在該場比賽中大勝對手4:0。在13-14球季中，他與米蘭達等人組成超級防線，在38場只失26球的情況下，協助馬德里體育會重奪久違了18年的冠軍寶座，同時也打破巴塞隆拿和皇家馬德里近九年的冠軍壟斷值得注意的是，他在這季的歐冠中首發參加了10場比賽，包括在里斯本光明球場舉行的歐冠決賽，他在下半場83分鐘因為受傷被迫退下火線，球隊在下半場補時階段被迫和1:1，在加時賽最終以1:4不敵同城死敵皇家馬德里，失落歐冠錦標。
2014年7月,英超球會車路士因為主力左閘艾殊利高爾離隊，向馬德里體育會提出報價。他本人也向球會表態自己渴望前往英超作進一步發展。但他的轉會態度引起球會的不滿，被教練施蒙尼下放到預備隊訓練。

### 車路士
2014年7月16日，菲利佩·路易斯轉會英超豪門車路士，轉會費為1600萬歐元。
切爾西主教練何塞·穆里尼奥在2015年7月21日確認菲利佩·路易斯會在今夏離開史丹福橋。

### 重返馬德里體育會
2015年7月28日，菲利佩·路易斯重返馬德里體育會，簽約4年。 他在8月22日西甲第一輪對陣升班馬拉斯帕尔马斯的比場中作出返回馬競的首場賽事，協助馬競以1:0擊敗對手。

### 弗拉门戈
2019年7月23日，菲利佩·路易斯回到巴西，并与弗拉门戈签订了一份为期两年半的合同。 2023年11月30日，菲利佩·路易斯宣布将在赛季结束后退役。 2023年12月6日，在2023年巴西甲级联赛的最后一轮比赛结束后，菲利佩·路易斯正式退役。

## 國家隊生涯

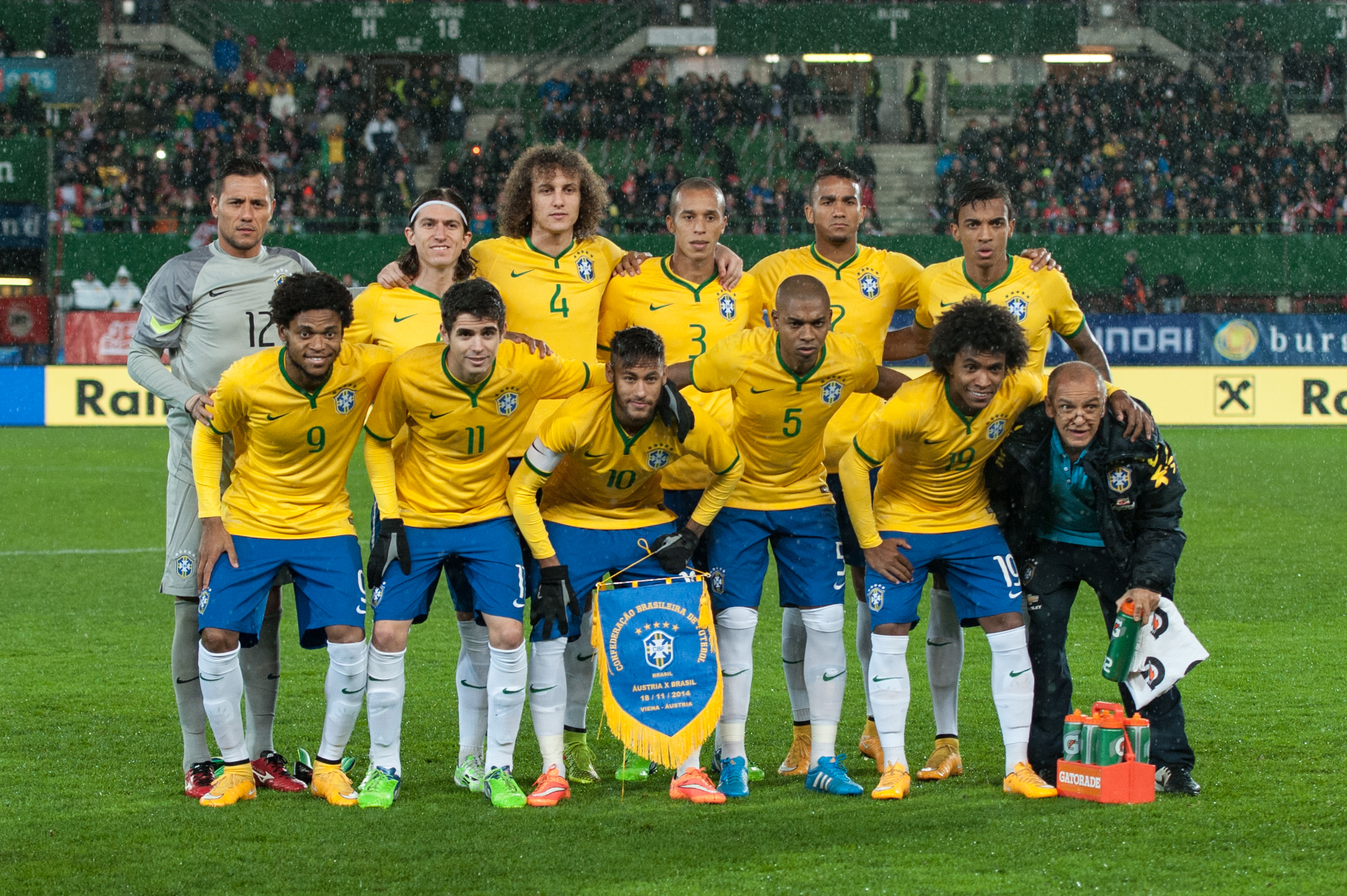
2014年11月18日與波蘭的友誼賽

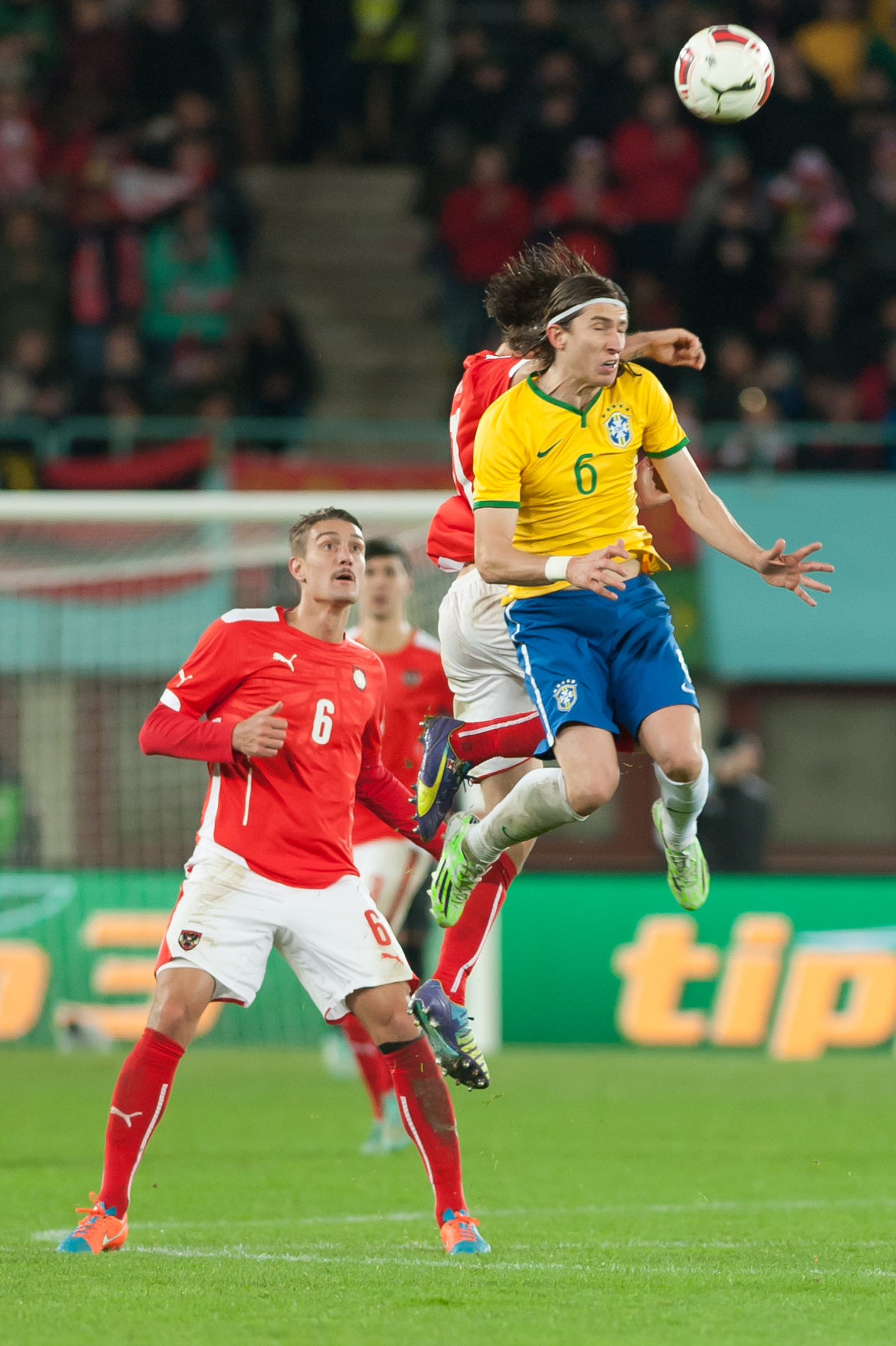
菲利佩·路易斯在2014年為得巴西出場

因為菲利佩的父親Moisés Kasmirski是波蘭人，因此他可以選擇代表波蘭出戰。2009年8月7日，他首次獲得巴西的徵召。取代因傷不能出戰的馬些路。在8月12日，對陣愛沙尼亞。他沒有參與比賽，但球隊仍以1:0作客勝出。
2009年10月15日，他代表森巴兵團出戰2010年世界盃外圍賽 (南美洲區)，對陣委內瑞拉， 
2013年代表巴西出戰聯合會盃，協助國家隊三連霸。菲利佩入選了2014年世界盃史高拉利的30人大名單，他是國家隊七名後備球員之一。
2014年10月11日，菲利佩·路易斯在北京舉行的2014年南美超级德比杯的比賽中協助巴西以2:0擊敗死敵阿根廷。 隨着馬塞洛因傷缺陣，菲利佩·路易斯替巴西隊在智利舉行的2015年美洲國家盃的比賽中首發並打滿所有比賽，並隨隊打進八強。

## 榮譽

### 球會
拉科魯尼亞
- 歐洲足聯國際托托杯: 2008冠軍

馬德里體育會
- 西甲: 2013–14冠軍
- 西班牙國王盃: 2012–13冠軍
- 歐霸盃: 2011–12冠軍,2017-18冠軍
- 歐洲超級盃: 2010冠軍, 2012冠軍, 2018冠軍
- 西班牙超級盃: 2013亞軍
- 歐洲聯賽冠軍盃: 2013–14亞軍, 2015-16亞軍

車路士
- 英格蘭聯賽盃  冠軍 2014/15年
- 英格蘭超級聯賽 冠軍：2014/15年

### 國家隊
- 聯合會盃: 2013冠軍
- U20世界盃足球賽:  2005季軍

## 數據
最後更新：2014年7月13日
| 球會         | 賽季    | 聯賽 | 聯賽 | 聯賽盃 | 聯賽盃 | 洲際 | 洲際 | 總計 | 總計 |
| 球會         | 賽季    | 上陣 | 進球 | 上陣   | 進球   | 上陣 | 進球 | 上陣 | 進球 |
| ------------ | ------- | ---- | ---- | ------ | ------ | ---- | ---- | ---- | ---- |
| 費古倫斯     | 2003    | 7    | 1    | 0      | 0      | 0    | 0    | 7    | 1    |
| 費古倫斯     | 2004    | 17   | 0    | 0      | 0      | 0    | 0    | 17   | 0    |
| 阿積士       | 2004–05 | 0    | 0    | 0      | 0      | 0    | 0    | 0    | 0    |
| 卡斯蒂利亚   | 2005–06 | 37   | 0    | 0      | 0      | 0    | 0    | 37   | 0    |
| 拉科魯尼亞   | 2006–07 | 19   | 0    | 7      | 1      | 0    | 0    | 26   | 1    |
| 拉科魯尼亞   | 2007–08 | 33   | 1    | 2      | 0      | 0    | 0    | 35   | 1    |
| 拉科魯尼亞   | 2008–09 | 38   | 2    | 2      | 0      | 10   | 0    | 50   | 2    |
| 拉科魯尼亞   | 2009–10 | 21   | 3    | 3      | 1      | 0    | 0    | 24   | 4    |
| 馬德里體育會 | 2010–11 | 27   | 1    | 6      | 0      | 3    | 0    | 36   | 1    |
| 馬德里體育會 | 2011–12 | 36   | 0    | 1      | 0      | 16   | 0    | 53   | 0    |
| 馬德里體育會 | 2012–13 | 32   | 1    | 6      | 2      | 4    | 0    | 42   | 3    |
| 馬德里體育會 | 2013–14 | 32   | 0    | 7      | 0      | 10   | 1    | 49   | 1    |
| 馬德里體育會 | 2014–15 | 0    | 0    | 0      | 0      | 0    | 0    | 0    | 0    |
| Total        | Total   | 299  | 9    | 34     | 4      | 43   | 1    | 376  | 14   |

## 備註
1. ↑  包括西班牙國王盃和西班牙超級盃
2. ↑  包括歐洲超級盃

## 外部連結
- Atlético Madrid official profile
- 菲利佩的Facebook網頁 （页面存档备份，存于）
- BDFutbol profile （页面存档备份，存于）